# Batalla de Tumusla
La batalla de Tumusla, librada el 1 de abril de 1825 cerca del pueblo homónimo en el actual territorio de Bolivia, fue el último enfrentamiento con fuerzas regulares en el Alto Perú y uno de los eventos finales de las guerras de independencia hispanoamericanas ocurridos durante el desmoronamiento y sublevación de los defensores del rey tras la Capitulación de Ayacucho.  El jefe realista el general Pedro Antonio Olañeta se enfrentó a su antiguo subordinado Carlos Medinaceli, que se había unido al bando independentista. Olañeta se encontraba acorralado entre las fuerzas que desde el Sur venían de Salta al mando de Urdininea, enviadas por Álvarez de Arenales, y por el Norte, por el ejército peruano-colombiano que realizaba la campaña de Antonio José de Sucre.
El resultado fue una victoria decisiva de los independentistas y la capitulación de los subordinados de Olañeta, que, herido mortalmente, falleció al día siguiente. Como consecuencia de las acciones de Tumusla, las provincias del Alto Perú quedaron definitivamente separadas del Imperio español, dándose la proclama el 9 de abril, y quedando como encargado de las provincias el mariscal Sucre. Por lo decisiva de esta victoria debe llamarse batalla según terminología militar.

El Sr. Coronel D. Carlos Medinaceli proclamó con la tropa de su mando la independencia en Chichas el 30 de marzo, y el 1º de abril atacó al general Olañeta buscándolo en sus posiciones de Vitiche, y habiéndolo encontrado en Tumusla, tuvo el éxito que se expresa en el parte siguiente.
Agustín Gamarra, 14 de abril de 1825

## Antecedentes
El jefe realista del Charcas, el flamante mariscal Pedro Antonio Olañeta, por ser adherente al absolutismo y tras ser acusado de enriquecimiento ilícito, y a la influencia desleal de algunos consejeros afines a la independencia, había negado a reconocer el mando del virrey del Perú José de la Serna por considerarlo liberal y sostuvo contra el general Jerónimo Valdés un enfrentamiento doméstico que menguó las tropas del rey en ambos bandos. Las diezmadas tropas realistas fueron derrotadas en las batallas de Junín (6 de agosto de 1824) y Ayacucho (9 de diciembre de 1824) y por la que capitularon ante el Ejército Libertador.
Olañeta, tras cartearse con Bolívar durante la campañas de Junín y Ayacucho, en una actitud ambivalente, no se unió al ejército patriota como le había pedido el Libertador, pero tampoco reconoció la capitulación de Ayacucho, y había reagrupado fuerzas realistas en la ciudad de Potosí, principalmente en el cruce del antiguo Camino Real a orillas del río Tumusla, después de que el 29 de enero de 1825, el general José Miguel Lanza con tropas de la Republiqueta de Ayopaya tomó la ciudad de La Paz.
Perseguido desde el norte por las tropas al mando de mariscal Antonio José de Sucre, quien el 6 de febrero cruzó el río Desaguadero (límite con el Perú) después de la victoria obtenida en Ayacucho. Y cercado desde el sur por las fuerzas argentinas de Juan Antonio Álvarez de Arenales, Olañeta recibió en Potosí al batallón «Unión», procedente de Puno, al mando del coronel José María Valdez. Convocó a un Consejo de Guerra que acordó continuar la lucha y distribuyó sus fuerzas entre la fortaleza de Cotagaita (que quedó al mando de Medinaceli con el batallón «Chichas» conocida ya como la Caballería Chicheña) y Chuquisaca (al mando de Valdez con el batallón «Unión») y partió con el resto de sus tropas hacia Vitichi en Chichas con 60.000 pesos de oro de la Casa de la Moneda de Potosí poco antes de que Sucre ingresara en la ciudad el 29 de marzo de 1825.
Mientras, el sobrino de Pedro Olañeta, Casimiro Olañeta, patriota encubierto, cambió de bando cuando se dirigía a Iquique con 18.000 pesos para comprar armas,  poniendo a Sucre en conocimiento de los planes de su tío. Las tropas al mando del coronel Carlos Medinaceli Lizarazu hasta entonces realistas, asumieron el bando patriota dada la inminente derrota ante estas fuerzas.
Es importante citar que Pedro Antonio de Olañeta era el último y único mariscal español con ese grado militar y estaba pronto a ser nombrado como Virrey por Fernando VII, por eso la importancia de la batalla de Tumusla y la caída del último caudillo del reino español en el continente.

## Desarrollo
El 29 de marzo el entonces coronel Carlos Medinaceli, preservando la vida de sus tropas, ante la inminente derrota frente a las tropas patriotas ya por llegar, pide capitular en una carta a Pedro Antonio Olañeta ya que se encontraban acorralados frente a un ejército libertador que venía del norte, liderado por Sucre, y las fuerzas que subían del sur, encabezadas por José María Pérez de Urdininea. Le decía que él no era un subordinado más, por cuanto debía responder por el mando de su partido; es decir, el de Chichas. Todavía para esa fecha, 29 de marzo de 1825, Medinaceli reiteraba su lealtad al rey de España pero advertía que, si Olañeta persistía en no capitular, entonces ya no debería contar con él, pero Olañeta en reacción toma un oficial de Medinaceli como prisionero y se da el enfrentamiento. Esta carta echa por tierra cualquier versión respecto a que la batalla de Tumusla fue un motín ya que, como se lee, quienes empezaron las hostilidades fueron los realistas, que tomaron prisionero a un oficial de Medinaceli.
El general Olañeta, ante la carta de Medinaceli, se puso en movimiento para ir a enfrentarlo. Para entonces, Medinaceli ya se había contactado con las fuerzas de Juan Antonio Álvarez de Arenales y comandadas por José María Pérez de Urdininea que iban en su auxilio. Olañeta retrocedió del punto donde se encontraba y se dirigió a Cotagaita con 700 hombres. Mientras tanto Medinaceli había tomado posiciones en el río Tumusla, donde  Olañeta lo atacó el 1 de abril de 1825. El combate inició a las 3 y concluyó cuatro horas después a las siete de la tarde. Herido mortalmente en combate Olañeta cayó en tierra, a cuya vista sus soldados se dispersaron, entregándose algunos al jefe vencedor. Olañeta fallece al día siguiente, el 2 de abril. Ese mismo día Medinaceli remite el parte de la batalla al mariscal Sucre.

El general Olañeta, que había evacuado Potosí el 28, tuvo un encuentro con una partida nuestra el 1º del corriente y, siendo completamente derrotado y herido, murió el 2.
Antonio José de Sucre, Potosí, 6 de abril de 1825.

Según Stevenson, citado por Camba, dice que Medinaceli tomó 200 prisioneros de tropa y más de 20 oficiales, bagajes, municiones, etc. Fue este el último combate de tropas regulares por la independencia de Bolivia. Días después, el 7 de abril, perseguido por Medinaceli y Burdett O'Connor, José María Valdez al frente de 200 supervivientes se rindió en Chequelte, ante el general patriota José María Pérez de Urdininea, poniendo fin al dominio español en el Alto Perú. Tres meses más tarde, Fernando VII concedió al fallecido Olañeta el nombramiento de virrey del Río de la Plata.
Tres años más tarde, en 1828, el último pronunciamiento anti-republicano en contra de la República de Bolívar fue dirigido por el antiguo general realista Francisco Javier Aguilera, famoso por dar muerte a los patriotas Manuel Asencio Padilla e Ignacio Warnes, rendido al bando patriota en 1825, que finalmente fue derrotado y fusilado en Vallegrande por una división dirigida por el coronel Anselmo Rojas y todos sus líderes fueron decapitados. Sus cabezas fueron expuestas en la plaza.

## Junín, Ayacucho y Tumusla
La batalla de Tumusla no fue un hecho menor, sino fue de suma importancia en la independencia de Bolivia y la libertad absoluta del continente, equiparándose a las batallas de Junín y Ayacucho. Varios investigadores y expertos como Julio Ortiz Linares (expresidente de la Sociedad Geográfica y de Historia Potosí), plantean que lo ocurrido en Tumusla dio la verdadera libertad a Charcas respecto al dominio español.
Otro investigador militar como el general Edwin De la Fuente (ex comandante de las Fuerzas Armadas de Bolivia) plantea que la batalla de Tumusla forjó la patria.
Las publicaciones de Ortiz motivaron que la importancia de la batalla de Tumusla entrase en debate y cobrase visibilidad como hecho histórico nacional. Esto se debe, en parte, al protagonismo otorgado a Bolívar y Sucre, cuya legitimidad en la secesión de Bolivia podría verse cuestionada, y que llevaron a que este suceso quedara casi en el olvido. En este marco es necesario citar que estas fueron las tres últimas batallas de la independencia en el continente.
En Tumusla se afirma que el combate comenzó sobre las 3 de la tarde con un intercambio de artillería, empleo de infantería y caballería, la batalla fue reñida y de una duración de cuatro horas. Los patriotas bajo fuertes vivas y hondazos avanzaron hacia el río hacia la lucha cuerpo a cuerpo con cuchillos, sables y piedras. La tropa era regular pero junto a ellos combatían indígenas originarios, el pueblo Chicheño, quienes hasta hoy se sienten orgullosos de haber sido parte de la independencia boliviana. Al general Olañeta, que iba a la cabeza de los realistas, se le vio caer del caballo herido de muerte, por lo que fue tomado prisionero. Sus soldados viendo caído a su jefe suspendieron el enfrentamiento para desertar o entregarse, solicitando al Coronel Medinaceli Lizarazu clemencia y perdón.
Según el libro titulado La familia  Canterac en América el combate de Tumusla es denominado también como la “última batalla de Potosí” por José de Canterac: 

Si la batalla de Ayacucho significó la derrota política y militar de las colonias españolas en Sudamérica, la batalla de Potosí representó un golpe aún más duro, el corte umbilical entre el cerro de Potosí y España... ¡Oh Potosí, cuánto te debe Europa!
Don José de Canterác, Madrid, 1829.

Las supuestas controversias sobre si Olañeta murió en la batalla de Tumusla quedan desmentidas por la Real Academia de Historia Española por ser fuente primaria académica e histórica, ya que en la biografía de Olañeta armada con documentos militares originales de la época mediante los informes de los oficiales que volvieron a España, indica que este murió frente a las tropas de Medinaceli, «El 18 de noviembre de 1824, fue ascendido a mariscal de campo, con la antigüedad del 5 de octubre de 1823. Se negó a aceptar la capitulación de Ayacucho, pero tuvo que hacer frente a la sublevación de sus propios subordinados. Derrotado en Tumusla, el 1 de abril de 1825, por las tropas del coronel Medinaceli, falleció al día siguiente a consecuencia de las heridas recibidas.
Fernando VII le había nombrado virrey del Río de la Plata, el 27 de mayo de 1825, cuando Olañeta, había ya fallecido.»Real Academia de Historia Española, esto anula cualquier versión que diga que no hubo batalla. Siendo además importante resaltar el uso del verbo derrotar, lo cual implica enfrentarse dos bandos opuestos.
Como ya se mencionó en Tumusla cayó el último militar de alta graduación y futuro Virrey, el Mariscal Pedro A. Olañeta lo cual sitúa a esta batalla en el mismo nivel que Junín y Ayacucho. Corrientes negacionistas de esto tratan de quitar valor a Tumusla a fin quizás de no opacar a Bolívar y Sucre, sin embargo militarmente ambos nunca negaron la importancia de la muerte de Olañeta y por eso Sucre se dirigía al encuentro del realista para dar fin al imperio español, además de nombrarse a Tumusla en el Acta de independencia de Bolivia. Archivo Acta de independencia de Bolivia, fuente Casa de la libertad Bolivia
«El mundo sabe también, que colocados en el corazón del continente, destituidos de armas, y de toda clase de elementos de guerra, sin las proporciones que los otros estados para obtenerlos en las naciones de ultramar, los alto peruanos han abatido el estandarte de los déspotas en Aroma de la Florida, en Chiquitos, Tarabuco, Sinti, en los valles de Sicasica y Ayopaya, Tumusla, y en otros puntos diferentes; que el incendio bárbaro de más de cien pueblos el saqueo de las ciudades, cadalsos por cientos levantados contra los libres, en la sangre de miles de mártires de la patria ultimados con suplicios atroces que estremecerían a los caribes, contribuciones, pechos y exacciones arbitrarias inhumanas, la inseguridad absoluta del honor, de la vida de las personas y propiedades, y un sistema en inquisitorial, atroz y salvaje, no han podido apagar en el Alto Perú, el fuego sagrado en la libertad, el odio Santo al poder de Iberia.»
Finalmente recordar que en Junín no hubo capitulación, mientras que en Ayacucho y Tumusla los realistas derrotados sí capitularon, Junín duró 45 minutos, Ayacucho más de 3 horas y Tumusla 4 horas.

## Efemérides
La ley N.º 606 del 24 de noviembre de 2014 declaró Patrimonio Cultural e Histórico de Bolivia la batalla de Tumusla, considerándose el último combate que selló la independencia del Alto Perú, ocurrida el 1 de abril de 1825 en la localidad de Tumusla en el municipio de Cotagaita, dentro la actual provincia de Nor Chichas en el departamento de Potosí.
La ley N.º 1368 de 1 de abril de 2021, declara Héroe Nacional al «Cnl. Carlos Medinaceli Lizarazu», militar patriota que luchó por la independencia de Bolivia, vencedor de la batalla de Tumusla.
Si bien esta ley menciona como «Cnl» a Carlos Medinaceli, jurídicamente esta se debe interpretar como el grado que tenía en el momento de darse la batalla de Tumusla. Esto se debe a que posteriormente, por sus servicios militares en el ejército boliviano, fue ascendido al grado de General de División por ley de congreso de 9 de julio de 1839, durante la presidencia de José Miguel de Velasco. Por lo tanto si bien la ley 1368 lo menciona como Coronel, lo correcto al momento de nombrarlo es General de División (Gral. Div).